# Радзивилл, Александр Людвик
Князь Александр Людвиг Радзивилл (4 августа 1594, Несвиж — 30 марта 1654, Болонья) — государственный и военный деятель Великого княжества Литовского, стольник великий литовский (1626—1630), кравчий великий литовский (1630—1631), воевода берестейский (1631—1635), маршалок надворный литовский (1635—1637), маршалок великий литовский (1637—1654), воевода полоцкий (1654), 5-й ординат Несвижский (1642—1654), граф Шидловецкий (1642—1654) и 2-й пан на Белой (1616—1654), войт могилевский (с 1632 года), староста слонимский (1635—1642), липицкий, браславский, шадецкий, нововольский, юрбаркаский и олицкий.

## Биография
Представитель несвижской линии крупнейшего литовского магнатского рода Радзивиллов герба «Трубы». Четвертый (младший) сын воеводы трокского и виленского князя Николая Кшиштофа Радзивилла «Сиротки» (1549—1616) от брака с Эльжбетой Ефимией Вишневецкой (1569—1596). Старшие братья — каштелян трокский Ян Ежи Радзивилл, каштелян виленский Альбрехт Владислав Радзивилл и воевода новогрудский Жигимонт Кароль Радзивилл.
В 1616 году после смерти своего отца Николая Радзивилла «Сиротки» Александр Людвиг получил во владение имения Белая и Додуков в Берестейском воеводстве, Греск в Новогрудском воеводстве, Крожы в Жемайтии, после смерти своего старшего брата Яна Ежи в 1625 году — Кореличи. В 1642 году после смерти своего другого старшего брата Жигимонта Кароля унаследовал Несвижскую ординацию.
Учился в Несвиже и Германии, затем путешествовал по Франции и Италии. В 1621 году Александр Людвиг Радзивилл участвовал в разгроме турецко-татарской армии в битве под Хотином. В 1632—1634 годах принимал участие в войне с Русским государством за Смоленск.
Александр Людвиг Радзивилл участвовал в избрании на польский королевский престол Владислава IV Вазы (1632) и Яна II Казимира Вазы (1648). Добился Магдебургского права для своего имения — Белой, где построил замок и основал академию. В 1640 году в Несвиже на юбилей Ордена иезуитов в Фарном костёле выставил натуральной величины сердце, отлитое из золота.
В конце марта 1654 года 59-летний воевода полоцкий Александр Людвиг Радзивилл скончался в Болонье (Италия), где находился на лечении. Его сын Михаил Казимир перевез тело своего отца в Несвиж и похоронил в родовой усыпальнице.

## Семья
Александр Людвик Радзивилл был трижды женат. В 1623 году женился первым браком на Текле Анне Волович (1608—1638), дочери подканцлера великого литовского Иеронима Григорьевича Воловича (ум. 1636) и Эльжбеты Гославской. Дети:
- Николай Кшиштоф
- Альбрехт
- Ежи
- Михаил Казимир (1625—1680), 6-й ординат Несвижский, воевода виленский, подканцлер литовский, гетман польный литовский
- Ян
- Анна Ефимия (1628—1663), жена с 1642 года старосты велюнского и радомского Станислава Адольфа Денгофа (1617/1620-1653)
- Иоанна Катарина (1637—1665), 1-й муж воевода мальборкский граф Якуб Вейхер (ум. 1657), 2-й муж с 1658 года подскарбий великий коронный и подканцлер коронный граф Богуслав Лещинский (1614—1659)
- Франциска

В 1639 году вторично женился на Катарине Евгении Тышкевич, дочери воеводы виленского Януша Скумина-Тышкевича (ок. 1572—1642) от брака с Барбарой Нарушевич (ок. 1580—1627). Супруги развелись в 1642 году. Дети:
- Людвиг
- Элеонора (около 1640 - после 1677), приняв православие вышла замуж за русского стряпчего (1664); стольника царя Алексея Михайловича Василия Ивановича Кожина (ум. 1679)

В октябре 1642 года в Варшаве в третий раз женился на итальянской аристократке Лукреции Марии Строцци (ум. 1694), от брака с которой имел двух детей:
- Доминик Николай (1643—1697), ординат клецкий, подканцлер и канцлер великий литовский
- Цецилия Мария (1643—1682), жена с 1662 года гетмана польного коронного Николая Иеронима Сенявского (1645—1683).